# جبهه خلق برای آزادی خلیج عربی اشغالی
جبهه خلق برای آزادی خلیج عربی اشغالی (عربی: الجبهة الشعبیة لتحریر الخلیج العربی المحتل) که بعدها به جبهه خلق برای آزادی عمان و خلیج عربی (عربی: الجبهة الشعبیة لتحریر عُمان والخلیج العربی) تغییر نام داد، سازمان انقلابی ملی‌گرای مارکسیست عرب در کشورهای عربی خلیج فارس بود. این جبهه در سال ۱۹۶۸ به عنوان جانشین جبهه آزادی‌بخش ظفار سازماندهی شد. این جبهه با داشتن روابط نزدیک با یمن جنوبی، دفتر خود را در آنجا افتتاح کرد. با پشتیبانی یمن جنوبی، چریک‌های جبهه توانستند کنترل قسمتهای زیادی از ظفار غربی را به دست بگیرند. در اوت ۱۹۶۹ جبهه شهر رخیوت را تسخیر کرد. هدف این سازمان سرنگونی همه سلطنت‌ها در منطقه خلیج فارس بود.
در سال ۱۹۷۴ این سازمان به دو نهاد جداگانه تقسیم شد: جبهه خلق برای آزادی عمان و جبهه خلق برای آزادی بحرین. فعالیت‌های جبهه در جنگ ظفار در عمان در اوج خود بود.